# Huasteca (genre)
Pour l’article homonyme, voir Huasteca.
Genre
Huasteca est un genre d'opilions laniatores de la famille des Stygnopsidae.

## Distribution
Les espèces de ce genre sont endémiques du Mexique.

## Liste des espèces
Selon World Catalogue of Opiliones (06/10/2021) :
- Huasteca gratiosa (Goodnight & Goodnight, 1971)
- Huasteca kardia Cruz-López & Francke, 2019
- Huasteca rugosa (Goodnight & Goodnight, 1971)
- Huasteca silhavyi Cruz-López & Francke, 2015

## Publication originale
- Cruz-López & Francke, 2015 : « Cladistic analysis and taxonomic revision of the genus Karos Goodnight & Goodnight, 1944 (Opiliones, Laniatores, Stygnopsidae). » Zoological Journal of the Linnean Society, vol. 175, no 4, p. 827–891.